# Hakea horrida
Hakea horrida (лат.) — крупный кустарник или небольшое дерево, вид рода Хакея (Hakea) семейства Протейные (Proteaceae),  распространён в районах округов Уитбелт, Большой Южный и Голдфилд-Эсперанс (Западная Австралия). Цветёт с августа по октябрь.

## Ботаническое описание

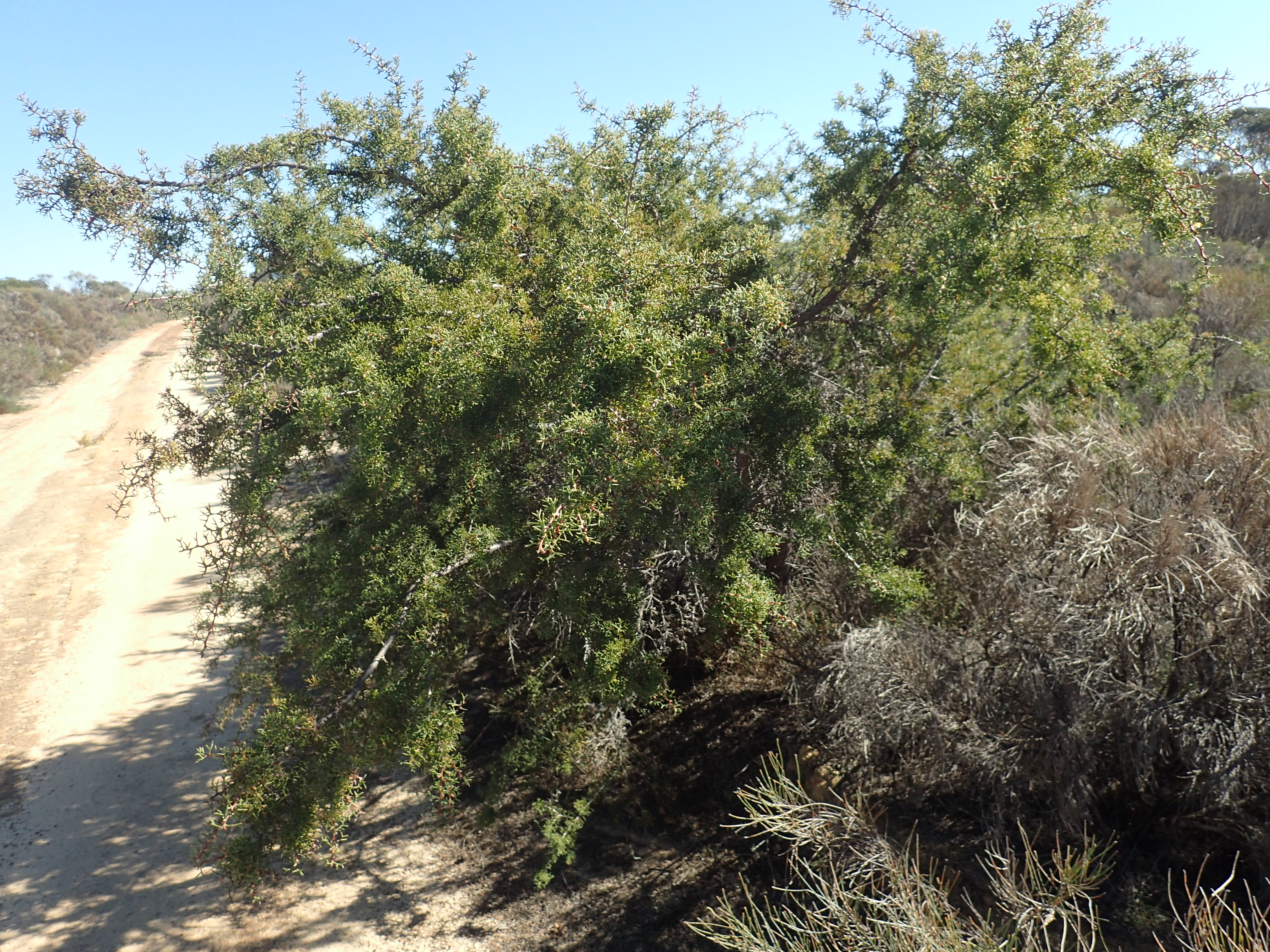
Общий вид Hakea horrida.

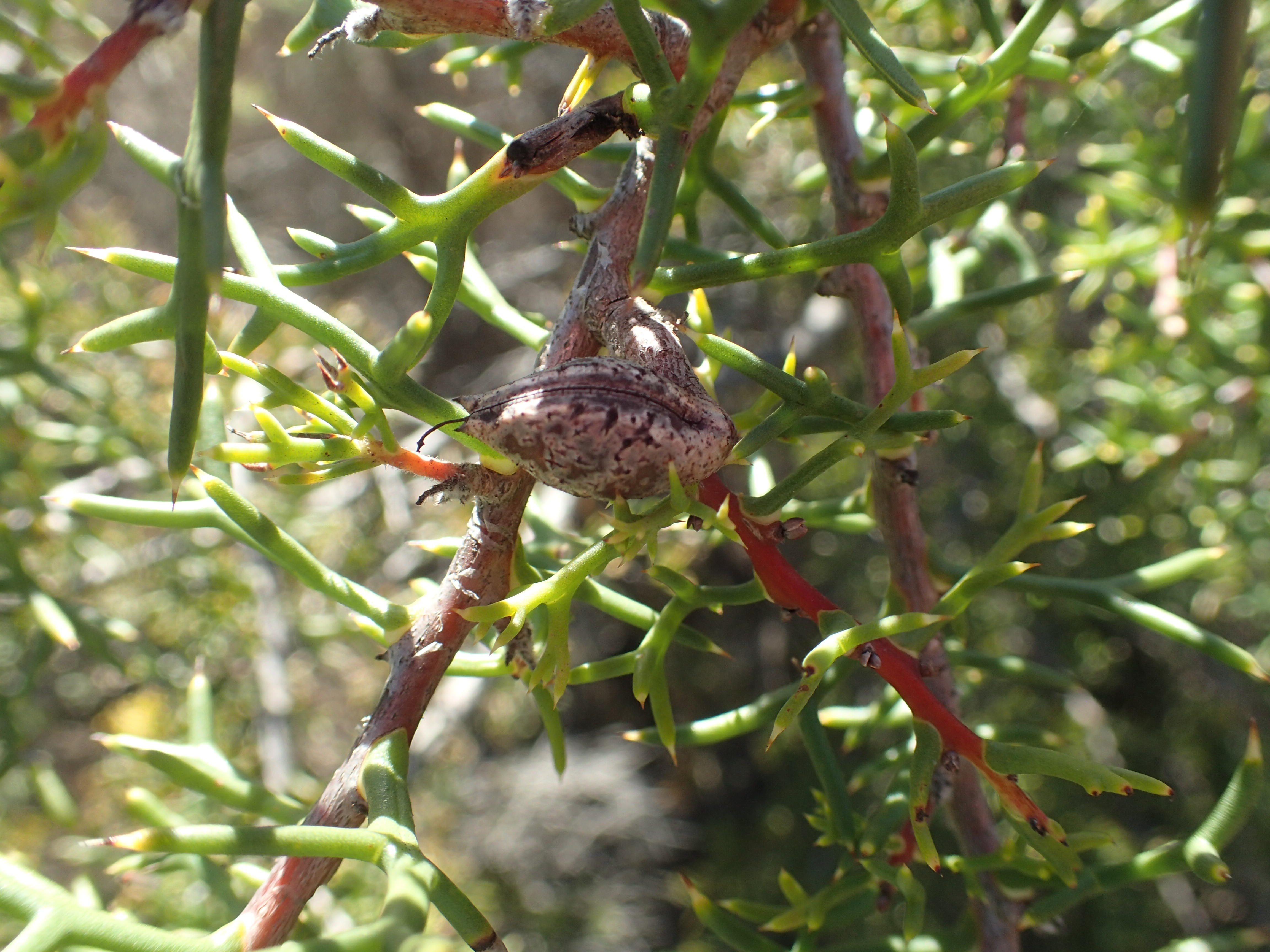
Листья и плод Hakea horrida.

Hakea horrida — разветвлённый широкий кустарник высотой от 0,6 до 2 м. Очень плотный и непроницаемый вид из-за чрезвычайно колючей листвы. Листья жёсткие, 4–10 см в длину, заметно рифлёные и узкие с 5—7 резко зубчатыми долями. Цветёт с августа по октябрь. Крупные душистые цветки от белого до кремового цвета располагаются гроздьями в пазухах листьев. В соцветии могут быть до 22 цветов. Гладкие или шероховатые плоды имеют яйцевидную форму длиной 2 см и шириной 1,5 см с двумя отчётливыми слегка изогнутыми клювами.

## Таксономия
Вид Hakea horrida был описан Робин-Мэри Баркер в 1990 году. Видовой эпитет — от латинского слова horridus, означающего «ужасный», что относится к чрезвычайно острому кончику листьев.

## Распространение и местообитание
Hakea horrida встречается от Кондинина на юг до Грейс-Лейк и на восток до Эсперанса. Растёт на пустошах и в кустарниковых зарослях на песчаных суглинках с латеритовым гравием.

## Охранный статус
Hakea horrida имеет статус «не угрожаемый» от правительства Западной Австралии.